# シチシン
シチシン(Cytisine)は、マメ科のキングサリ属やエニシダ属に含まれる毒性のアルカロイドである。その毒性（ネズミの半数致死量は~2 mg/kg）にもかかわらず、同様の製品よりも効果は弱いが安価であるため、禁煙の治療に用いられている。分子構造はニコチンと類似しており、似たような薬理効果を持つ。過剰摂取は呼吸を妨げ、死に至ることもある。

## 源
キングサリ属(Laburnum)、アナギリス属(Anagyris)、センダイハギ属(Thermopsis)、エニシダ属(Cytisus)、ヒトツバエニシダ属(Genista)、レダマ属(Retama)、クララ属(Sophora)等のマメ科マメ亜科のいくつかの属の植物がシチシンを含む。また、ジャケツイバラ科のケンタッキーコーヒーノキもシチシンを含む。
Sophora chrysophyllaは、ほとんどの動物の致死量となるほどのシチシンを含む。キムネハシブトやモンウスベニオオノメイガ、そして恐らくヒツジやヤギは様々な理由から毒の影響を受けず、Sophora chrysophyllaを食べることができる。モンウスベニオオノメイガの幼虫は、恐らくシチシンを隔離することで毒から身を守り、また警告色で捕食者からも身を守っている。

## 利用
シチシンはアセチルコリンのアゴニストであり、ニコチン性アセチルコリン受容体に対する強い結合能を持つ。医薬品として喫煙の治療に用いられる。Cytisus laborinumの種子から抽出され、40年以上にわたり、かつての社会主義国において、Bulgarian pharmaceutical company Sopharma AD社のTabexという商品名で入手することができた。1964年にブルガリアで初めて販売され、その後社会主義国で広く販売されるようになった。シチシンと構造や薬理効果の似た合成薬バレニクリンは、2006年に禁煙薬として認可された。
2011年、740人の患者を対象としたランダム化比較試験により、プラシーボで2.4%、シチシンで8.4%の、12か月のニコチン自制効果が認められ、シチシンが禁煙に有効であることが明らかとなった。2013年には、8つの研究のメタアナリシスによって、シチシンはアメリカ合衆国で既に認可されている他の禁煙薬と同程度の効果を持つことが示された。2014年には、シチシン+行動支援 対 ニコチン代替療法（ニコチンパッチならびにガムまたはトローチ剤）+行動支援の比較臨床試験の結果が公表された。シチシン群はニコチン群よりも開始後一ヶ月時点での禁煙継続率で優れていた（シチシン群40.3% vs ニコチン群31.0%）が、有害事象発現率も大きかった（シチシン群31.1% vs ニコチン群20.5%）。
エニシダ等のシチシンを含む植物は、陶酔状態や色に対する感覚を高める等の効果が報告され、娯楽としても用いられることがある。しかし、吐き気、痙攣、心臓痛、頭痛等の副作用もあり、量が多くなると呼吸不全で死に至ることもある。